# 扁舟小抹香鲸属
扁舟小抹香鲸属（学名：Platyscaphokogia）是小抹香鲸科下的一个属。

## 下属物种
本属包括以下物种：
- 兰氏扁舟小抹香鲸 Platyscaphokogia landinii Collareta, Lambert, de Muizon, Benites-Palomino, Urbina & Bianucci, 2020